# Bartls Abenteuer
Bartls Abenteuer ist ein für Kinder geschriebener Roman der Schriftstellerin Marlen Haushofer, der 1964 im Forum-Verlag, Wien – Hannover – Bern, erschien.

## Inhalt und Gliederung
Marlen Haushofer beschreibt in ihrem Kinderbuch Bartls Abenteuer das Heranwachsen einer Bartl genannten Hauskatze. Bartl gerät nach seiner Geburt in eine Familie mit zwei Kindern. Doch nicht nur gegen die beiden Jungen, sondern auch gegen die Katzen der Nachbarschaft muss sich der heranwachsende Kater durchsetzen.
Die Tiere, wie der brutale Artgenosse Beli oder der alternde Semmelkater, aber auch noch manch andere Katze wie auch der obligatorische Feind „Hund“ werden dabei in ihrer instinktgesteuerten Existenz kontrastiert mit menschlichen Figuren, die weit über das den Tieren Gegebene hinausreichen. Von Desinteressierten bis zu aufopfernd zugelaufene Katzen Pflegenden, von Tierquälern bis zu „Katzenverstehern“ zeigt Haushofer so das bunte und bisweilen erschreckende Panoptikum menschlicher Wesen durch die Augen einer Katze. Die einfache, mal vorweg greifende, dann wieder auf die Perspektive der Katze beschränkte Sprache macht das Buch zu einem für die Zielgruppe geeigneten Werk, wenngleich auch die in dieser auktorialen Halbdistanz mit vermittelte Haltung zu Mensch und Tier durchaus auch Erwachsene ansprechen mag.
Alle 14 Kapitel beginnen mit einer kurzen Zusammenfassung der folgenden Handlung – diese Zusammenfassungen erscheinen auch im angehängten Inhaltsverzeichnis. Illustriert ist der Text mit einfachen Federzeichnungen.

## Entstehung und Kontext
Im Jahr 1960 zog die Familie Haushofer aus der beengten Steyrer Innenstadt (letzte Adresse Pfarrgasse 8) in ein geräumiges Haus im Stadtteil Tabor um. Auch im Buch wird eine Übersiedelung in ein Zweifamilienhaus am Stadtrand geschildert. Die verhältnismäßige Familienidylle im Roman ist wohl die stark geschönte Darstellung einer mehr als schwierigen Realität: Über ihren Tigerkater Iwan sagte Haushofer einmal, dass dieser in ihrer Familie das einzige Wesen sei, über das es keine Meinungsverschiedenheiten gäbe. Iwan ist wohl auch das direkte Vorbild für Bartl. 
Die Kinderbücher Haushofers entstanden im Gegensatz zu ihren Texten für Erwachsene sehr schnell, meist sogar nur in ein, bis zwei Wochen. Daraufhin befragt antwortete sie: Da setz' ich mich an den Küchentisch, versetz’ mich in einen achtjährigen Buben, und es geht schon. Auch waren Kinderbücher oft die einzige Möglichkeit, nennenswert Geld zu verdienen.

## Ausgaben
Erstausgabe
- Marlen Haushofer – Bartls Abenteuer, Wien; Hannover; Bern: Forum-Verlag 1964 (mit Zeichnungen von Wilfried Zeller-Zellenberg)

Taschenbuchausgabe
- Marlen Haushofer – Bartls Abenteuer, List Taschenbuch 2005, 4. Auflage ISBN 3-548-60156-1

Illustrierte Sonderausgabe
- Marlen Haushofer – Bartls Abenteuer, Panima Verlag 2020 (mit Illustrationen von Bronislava von Podewils), ISBN 978-3-9820126-2-9